# Internet service provider
Un Internet service provider, (in sigla ISP, lett. "fornitore di servizi Internet", anche noto semplicemente come Internet provider) indica un'organizzazione o un'infrastruttura che offre agli utenti (residenziali o imprese), dietro la stipulazione di un contratto di fornitura, servizi inerenti a Internet, i principali dei quali sono l'accesso al World Wide Web e la posta elettronica.

## Storia
Con l'esplosione della bolla Internet all'inizio del 2000 il mercato dell'accesso a Internet è passato dai piccoli ISP che operavano con banchi di modem ai grossi operatori di telecomunicazioni. Parecchi ISP sono stati ristrutturati o acquisiti da altri più grandi. Oggi la maggior parte degli operatori di telecomunicazioni sono anche ISP e forniscono, oltre all'accesso a Internet, servizi quali la registrazione e manutenzione del dominio e l'hosting di pagine web. A partire dal 1995 ne fanno parte le reti civiche cittadine, che svolgono un ruolo importante per la diffusione di questi servizi.

## Descrizione
Tipicamente gli ISP acquistano apparati di rete (commutatori, ecc.) dai rispettivi produttori e costruiscono la propria rete di trasporto in fibra ottica ricorrendo a capitali propri e a finanziamenti bancari seguendo un'accurata pianificazione economica e appoggiandosi spesso il più possibile a infrastrutture di rete già esistenti per minimizzare i costi. Per la rete di accesso spesso vigono invece le direttive di Unbundling Local Loop ovvero la liberalizzazione dell'ultimo miglio della rete appartenente all'operatore dominante se gli ISP non hanno provveduto ad autonoma realizzazione. Spesso, inoltre, la gestione della rete a livello tecnico (manutenzione e guasti) è esternalizzata ad altre aziende competenti.

### Il rapporto con la clientela/utenza
Nella fruizione dei servizi Internet finali all'utente per gli ISP si individuano essenzialmente due fasce di mercato ovvero due diversi tipi di utenti/clienti con varie esigenze, ma con medesimo servizio offerto, tipicamente in VDSL, ADSL2+, fibra ottica fino all’utente: 
- clientela business ovvero aziendale, con esigenze di più linee;
- clientela privati ovvero tutti i restanti utenti privati o residenziali.

Le offerte, cioè tipi di servizi e costi imponibili, dei vari ISP, si differenziano a seconda di queste due categorie di utenti.
In particolare, in quest'ultimo ambito il profilo tariffario inizialmente poteva essere a volume (cioè basato sulla quantità in byte di traffico dati trasferito), mentre oggi tipicamente si stipulano solo contratti con tariffazione base, ovvero con quota fissa mensile. I primi sistemi basati su modem analogici a 56 kbit/s V.90 in banda fonica usavano invece una tariffazione a tempo; sulla stessa linea (a volume o a tempo) si basano i profili tariffari delle connessioni internet tramite relativa chiavetta Internet USB o connessione tramite telefono cellulare.

### La garanzia di servizio
Con delibera dell'AGCOM a tutela dei diritti dei consumatori diviene parte essenziale del contratto di fornitura del servizio, almeno per postazioni fisse, i cosiddetti Service Level Agreement (SLA) che definiscono gli obblighi di servizio da parte del fornitore verso il cliente pena il pagamento di penali. Tipicamente ciò avviene garantendo il rispetto di alcuni parametri di qualità di servizio, quali la banda minima unita alla priorità per certi tipi di traffico come quello per i servizi di IPTV. A garanzia di ciò la stessa AGCOM ha messo in atto un servizio ufficiale di misura della banda fornita dal provider al cliente attraverso il progetto "Misura Internet" e il relativo software "Ne.Me.Sys".

### La gestione dei contratti
I contratti sottoscritti con i vari operatori hanno vincoli differenti a seconda dell'offerta, ma anche delle penali o costi per attivazione e disattivazione.
In Italia dal 2007 con la cosiddetta legge Bersani non esistono penali per il recesso anticipato dal contratto, consentendo solo i costi delle disattivazioni, che devono essere proporzionali alle spese affrontate dall'operatore per la migrazione o distacco dalla rete, tranne nel caso delle offerte, in quel caso rescindere prima del termine di contratto prevede la possibilità da parte del fornitore di servizi internet di far pagare una penale, tale penali vengono applicate anche senza la migrazione a nuovo operatore

## I servizi offerti

### Accesso a Internet
Per quanto riguarda l'accesso a Internet, gli ISP formano i nodi nella rete informatica che costituisce Internet. 
Non tutti gli ISP sono uguali. Ci sono ISP di primo livello che hanno una rete di interconnessione velocissima, sono internazionali e direttamente connessi ad altri ISP di primo livello. A tali ISP sono connessi un certo numero di ISP di secondo livello (di cui sono fornitori) che vengono detti, in questo caso, utenti. Gli ISP di primo livello formano, quindi, la dorsale principale di Internet (ne fanno parte UUNet, AT&T, Sprint Nextel, ecc.).
All'interno di una rete ISP i punti di connessione tra ISP diversi si chiamano POP (Point of presence) e fisicamente si compongono di router a cui si connettono i router di altri ISP. La connessione può avvenire in modalità:
1. peering point privati (un solo router connesso a un solo router), usata soprattutto da ISP molto grandi
2. NAP (Network Access Point) (un router a cui si connettono diversi router)

La connessione di un utente di un ISP (residenziale o commerciale) può essere effettuata in due modi: 
1. Dialup
2. Banda larga

Le connessioni Dialup richiedono l'uso di una linea telefonica analogica o ISDN. Le connessioni Broadband possono essere Wireless, via cavo o DSL. Le connessioni Broadband possono essere più veloci ma anche più costose. È ormai possibile stabilire una connessione analogica o ISDN senza indicare nome utente o password oppure inserendo dei parametri standard tipici del provider, come un nome utente e password "Tele2Internet" oppure "TelecomItalia". I maggiori fornitori di servizi Internet offrono la possibilità di accesso sia mediante rete fissa cablata sia mediante rete mobile per servizi in mobilità. Altri operatori sono invece operatori virtuali.

### Altri servizi Internet
Uno dei servizi principali è la registrazione di nomi di dominio DNS. In Italia, gli ISP che forniscono questo tipo di servizio si chiamano anche Registrar. Questa terminologia è stata introdotta dal NIC, il centro che gestisce il ccTLD .it. Recentemente il NIC ha pubblicato l'elenco di alcuni MNT (quelli che hanno acconsentito alla pubblicazione).
Il REG definisce il name server per un nome di dominio. Il DNS a sua volta fornisce i dettagli per gli altri server associati a quel dominio, tipicamente l'indirizzo IP del server web, il nome del server di posta e possibilmente un record SPF. L'ISP che fornisce la registrazione del nome si trova così in una posizione privilegiata per suggerire quali ISP forniscano gli altri servizi. Molto spesso è lo stesso REG che registra un nome a occuparsi di impostare i servizi correlati. Gli ISP che non prevedono traffico dal cliente verso il server (upstream) e hanno solo clienti e/o nodi anonimi, sono denominati Tier 1 network, per indicare lo stato di vertice nella categoria Internet. Esistono diverse associazioni di ISP. Ne elenchiamo alcune tra i collegamenti esterni.